# Quận Monroe, Georgia
Quận Monroe là một quận trong tiểu bang Georgia, Hoa Kỳ. Quận được lập ngày 15 tháng 5 năm 1821. Quận lỵ đóng ở thành phố Forsyth 6. Theo điều tra dân số năm 2000 của Cục điều tra dân số Hoa Kỳ, quận có dân số 21.757 người 2. Năm 2007, ước tính dân số quận này là 25.145 người.

## Địa lý
Theo Cục điều tra dân số Hoa Kỳ, quận này có diện tích 1030 ki-lô-mét vuông, trong đó có km2 là diện tích đất, 6 km2 là diện tích mặt nước.

### Các xa lộ
| - Interstate 75 - Interstate 475 - U.S. Highway 23 - U.S. Highway 41 | - U.S. Highway 341 - Georgia State Route 18 - Georgia State Route 19 - Georgia State Route 42 | - Georgia State Route 74 - Georgia State Route 83 - Georgia State Route 401 - Georgia State Route 408 |

### Các quận giáp ranh
- Quận Butts (bắc)
- Quận Jasper (đông bắc)
- Quận Jones (đông)
- Quận Bibb (đông nam)
- Quận Crawford (nam)
- Quận Upson (nam tây nam)
- Quận Lamar (tây)